# イェス・ヘフ
イェス・ヘフ（Jes Høgh, 1966年5月7日 - ）は、デンマーク・オールボー出身の元サッカー選手。元サッカーデンマーク代表。ポジションはDF。

## 経歴
サッカーデンマーク代表では通算57試合に出場した。1995年のキング・ファハド・カップでは3試合にフル出場して優勝を果たし、1996年UEFA EURO '96、1998年ワールドカップフランス大会でもレギュラーを務めたが、2000年のユーロでは控え選手としての参加であった。
クラブではフェネルバフチェSK、チェルシーFCなどでプレーした。チェルシーでの1シーズン半では殆ど出場機会が無く、2001年に現役を引退、引退後は母国でテレビ解説などをしている。

## 代表歴

### 出場大会
- デンマーク代表
  - 1998 FIFAワールドカップ (ベスト8)

### 試合数
- 国際Aマッチ 57試合 1得点（1991年-2000年）[4]

| デンマーク代表 | 国際Aマッチ | 国際Aマッチ |
| 年             | 出場        | 得点        |
| -------------- | ----------- | ----------- |
| 1991           | 1           | 1           |
| 1992           | 0           | 0           |
| 1993           | 4           | 0           |
| 1994           | 4           | 0           |
| 1995           | 11          | 0           |
| 1996           | 8           | 0           |
| 1997           | 6           | 0           |
| 1998           | 11          | 0           |
| 1999           | 10          | 0           |
| 2000           | 2           | 0           |
| 通算           | 57          | 1           |

## タイトル
- デンマーク・カップ : 1993-94
- キング・ファハド・カップ : 1995
- スュペル・リグ : 1995-96
- FAカップ : 1999-00